# Stay High (Habits Remix)
Stay High (Habits remix) (ook uitgebracht als Habits (Stay High)) is een nummer van de Zweedse artiest Tove Lo in samenwerking met het Amerikaanse producerduo Hippie Sabotage. Het nummer staat op Lo's debuut-ep Truth Serum en kwam uit op 3 maart 2014. Het nummer werd geschreven door Tove Lo, Ludvig Söderberg en Jakob Jerlström. De videoclip werd uitgebracht op 7 maart 2014. Een tweede versie van de videoclip verscheen een paar dagen erna. De single behaalde de eerste plaats in de Nederlandse Top 40 en een tweede plaats in de Nederlandse Single Top 100. In 2014 stond het nummer op de derde plek in de Dance 15 van The X Vibe, een jaarlijkse hitlijst met de populairste dancenummers van het jaar.

## Hitnoteringen

### Nederlandse Top 40
| Hitnotering: 24-05-2014 t/m 25-10-2014 | Hitnotering: 24-05-2014 t/m 25-10-2014 | Hitnotering: 24-05-2014 t/m 25-10-2014 | Hitnotering: 24-05-2014 t/m 25-10-2014 | Hitnotering: 24-05-2014 t/m 25-10-2014 | Hitnotering: 24-05-2014 t/m 25-10-2014 | Hitnotering: 24-05-2014 t/m 25-10-2014 | Hitnotering: 24-05-2014 t/m 25-10-2014 | Hitnotering: 24-05-2014 t/m 25-10-2014 | Hitnotering: 24-05-2014 t/m 25-10-2014 | Hitnotering: 24-05-2014 t/m 25-10-2014 | Hitnotering: 24-05-2014 t/m 25-10-2014 | Hitnotering: 24-05-2014 t/m 25-10-2014 |
| Week:                                  | 1                                      | 2                                      | 3                                      | 4                                      | 5                                      | 6                                      | 7                                      | 8                                      | 9                                      | 10                                     | 11                                     | 12                                     |
| -------------------------------------- | -------------------------------------- | -------------------------------------- | -------------------------------------- | -------------------------------------- | -------------------------------------- | -------------------------------------- | -------------------------------------- | -------------------------------------- | -------------------------------------- | -------------------------------------- | -------------------------------------- | -------------------------------------- |
| Positie:                               | 28                                     | 16                                     | 5                                      | 3                                      | 3                                      | 1                                      | 1                                      | 1                                      | 3                                      | 4                                      | 4                                      | 7                                      |
| Week:                                  | 13                                     | 14                                     | 15                                     | 16                                     | 17                                     | 18                                     | 19                                     | 20                                     | 21                                     | 22                                     | 23                                     |                                        |
| Positie:                               | 7                                      | 8                                      | 10                                     | 11                                     | 14                                     | 19                                     | 21                                     | 22                                     | 28                                     | 37                                     | 40                                     | uit                                    |

### NederlandseSingle Top 100
| Hitnotering: (Week 1) 03-05-2014 Hitnotering (Week 2 t/m) 17-05-2014 t/m | Hitnotering: (Week 1) 03-05-2014 Hitnotering (Week 2 t/m) 17-05-2014 t/m | Hitnotering: (Week 1) 03-05-2014 Hitnotering (Week 2 t/m) 17-05-2014 t/m | Hitnotering: (Week 1) 03-05-2014 Hitnotering (Week 2 t/m) 17-05-2014 t/m | Hitnotering: (Week 1) 03-05-2014 Hitnotering (Week 2 t/m) 17-05-2014 t/m | Hitnotering: (Week 1) 03-05-2014 Hitnotering (Week 2 t/m) 17-05-2014 t/m | Hitnotering: (Week 1) 03-05-2014 Hitnotering (Week 2 t/m) 17-05-2014 t/m | Hitnotering: (Week 1) 03-05-2014 Hitnotering (Week 2 t/m) 17-05-2014 t/m | Hitnotering: (Week 1) 03-05-2014 Hitnotering (Week 2 t/m) 17-05-2014 t/m | Hitnotering: (Week 1) 03-05-2014 Hitnotering (Week 2 t/m) 17-05-2014 t/m | Hitnotering: (Week 1) 03-05-2014 Hitnotering (Week 2 t/m) 17-05-2014 t/m | Hitnotering: (Week 1) 03-05-2014 Hitnotering (Week 2 t/m) 17-05-2014 t/m | Hitnotering: (Week 1) 03-05-2014 Hitnotering (Week 2 t/m) 17-05-2014 t/m | Hitnotering: (Week 1) 03-05-2014 Hitnotering (Week 2 t/m) 17-05-2014 t/m | Hitnotering: (Week 1) 03-05-2014 Hitnotering (Week 2 t/m) 17-05-2014 t/m | Hitnotering: (Week 1) 03-05-2014 Hitnotering (Week 2 t/m) 17-05-2014 t/m | Hitnotering: (Week 1) 03-05-2014 Hitnotering (Week 2 t/m) 17-05-2014 t/m | Hitnotering: (Week 1) 03-05-2014 Hitnotering (Week 2 t/m) 17-05-2014 t/m | Hitnotering: (Week 1) 03-05-2014 Hitnotering (Week 2 t/m) 17-05-2014 t/m | Hitnotering: (Week 1) 03-05-2014 Hitnotering (Week 2 t/m) 17-05-2014 t/m | Hitnotering: (Week 1) 03-05-2014 Hitnotering (Week 2 t/m) 17-05-2014 t/m |
| Week:                                                                    | 1                                                                        |                                                                          | 2                                                                        | 3                                                                        | 4                                                                        | 5                                                                        | 6                                                                        | 7                                                                        | 8                                                                        | 9                                                                        | 10                                                                       | 11                                                                       | 12                                                                       | 13                                                                       | 14                                                                       | 15                                                                       | 16                                                                       | 17                                                                       | 18                                                                       | 19                                                                       |
| ------------------------------------------------------------------------ | ------------------------------------------------------------------------ | ------------------------------------------------------------------------ | ------------------------------------------------------------------------ | ------------------------------------------------------------------------ | ------------------------------------------------------------------------ | ------------------------------------------------------------------------ | ------------------------------------------------------------------------ | ------------------------------------------------------------------------ | ------------------------------------------------------------------------ | ------------------------------------------------------------------------ | ------------------------------------------------------------------------ | ------------------------------------------------------------------------ | ------------------------------------------------------------------------ | ------------------------------------------------------------------------ | ------------------------------------------------------------------------ | ------------------------------------------------------------------------ | ------------------------------------------------------------------------ | ------------------------------------------------------------------------ | ------------------------------------------------------------------------ | ------------------------------------------------------------------------ |
| Positie:                                                                 | 100                                                                      | uit                                                                      | 81                                                                       | 43                                                                       | 16                                                                       | 4                                                                        | 2                                                                        | 4                                                                        | 4                                                                        | 3                                                                        | 3                                                                        | 3                                                                        | 3                                                                        | 4                                                                        | 4                                                                        | 8                                                                        | 8                                                                        | 11                                                                       | 11                                                                       | 11                                                                       |
| Week:                                                                    | 20                                                                       | 21                                                                       | 22                                                                       | 23                                                                       | 24                                                                       | 25                                                                       | 26                                                                       | 27                                                                       | 28                                                                       | 29                                                                       | 30                                                                       | 31                                                                       | 32                                                                       | 33                                                                       | 34                                                                       | 35                                                                       | 36                                                                       | 37                                                                       | 38                                                                       | 39                                                                       |
| Positie:                                                                 | 15                                                                       | 17                                                                       | 22                                                                       | 21                                                                       | 22                                                                       | 26                                                                       | 34                                                                       |                                                                          |                                                                          |                                                                          |                                                                          |                                                                          |                                                                          |                                                                          |                                                                          |                                                                          |                                                                          |                                                                          |                                                                          |                                                                          |

### VlaamseUltratop 50
| Hitnotering: 21-06-2014 t/m | Hitnotering: 21-06-2014 t/m | Hitnotering: 21-06-2014 t/m | Hitnotering: 21-06-2014 t/m | Hitnotering: 21-06-2014 t/m | Hitnotering: 21-06-2014 t/m | Hitnotering: 21-06-2014 t/m | Hitnotering: 21-06-2014 t/m | Hitnotering: 21-06-2014 t/m | Hitnotering: 21-06-2014 t/m | Hitnotering: 21-06-2014 t/m | Hitnotering: 21-06-2014 t/m | Hitnotering: 21-06-2014 t/m | Hitnotering: 21-06-2014 t/m | Hitnotering: 21-06-2014 t/m | Hitnotering: 21-06-2014 t/m | Hitnotering: 21-06-2014 t/m | Hitnotering: 21-06-2014 t/m | Hitnotering: 21-06-2014 t/m | Hitnotering: 21-06-2014 t/m | Hitnotering: 21-06-2014 t/m |
| Week:                       | 1                           | 2                           | 3                           | 4                           | 5                           | 6                           | 7                           | 8                           | 9                           | 10                          | 11                          | 12                          | 13                          | 14                          | 15                          | 16                          | 17                          | 18                          | 19                          | 20                          |
| --------------------------- | --------------------------- | --------------------------- | --------------------------- | --------------------------- | --------------------------- | --------------------------- | --------------------------- | --------------------------- | --------------------------- | --------------------------- | --------------------------- | --------------------------- | --------------------------- | --------------------------- | --------------------------- | --------------------------- | --------------------------- | --------------------------- | --------------------------- | --------------------------- |
| Positie:                    | 35                          | 19                          | 24                          | 21                          | 7                           | 5                           | 3                           | 5                           | 5                           | 5                           | 5                           | 5                           | 10                          | 9                           | 11                          | 16                          | 16                          | 16                          | 24                          | 27                          |